# هيروشي تسوبورايا
هيروشي تسوبورايا (8 مارس 1964 ، 24 يوليو 2001) (باليابانية: 円谷 浩 Tsuburaya Hiroshi) هو ممثل ياباني ومؤلف سلسلة ألترامان بعد وفاة جده إيجي تسوبورايا وقد بدأ مسيرته الفنية عام 1982.

## الأفلام
- Uchuu Keiji Shaider
- Ultraman Tiga
- Ultraman Dyna
- Ultraman Gaia
- Ultra Seven - The Ground of the Earthlings

## المسلسلات
- Ultra Q The Movie: Legend of the Stars
- Ultraman Tiga & Ultraman Dyna: Warriors of the Star of Light

## مرضه ووفاته
في 24 يوليو 2001 توفي هيروشي تسوبورايا عن عمر 37 عاما بسرطان الكبد بسبب كثرة المشروبات الكحولية التي يشربها.
ٍِِِ
ٍِِِ
ٍِِِ

## روابط خارجية
- هيروشي تسوبورايا على موقع IMDb (الإنجليزية)
- هيروشي تسوبورايا على موقع قاعدة بيانات الفيلم (الإنجليزية)